# Boykin Spaniel
Der Boykin Spaniel ist eine nicht von der Fédération Cynologique Internationale (FCI) anerkannte Hunderasse aus den Vereinigten Staaten, die seit 2009 vom American Kennel Club (AKC) anerkannt wird. Die Rasse ist der offizielle State Dog von South Carolina.

## Herkunft und Geschichtliches
Der Boykin Spaniel wurde zu Beginn des 20. Jahrhunderts in Spartanburg im US-Bundesstaat South Carolina erstmals als Rasse gezüchtet und ist nach seinem Erstzüchter Lemuel Whitaker Boykin (1861–1932) benannt. Boykin, der Jagdausflüge für Touristen organisierte, bekam den herrenlosen Rüden Dumpy von einem Freund, der ihn hinter einer Kirche gefunden hatte. Dieser Rüde stellte sich in der Folge als exzellenter Wasserhund heraus, der aber kleiner als ein Retriever war und so bei der Jagd vom Boot aus für weniger Erschütterungen sorgte.
Boykin kreuzte Dumpy mit der ebenfalls herrenlosen Hündin Singo, die er in einer Tiertransportbox am Bahnhof von Camden aufgefunden hatte und die als rotbraun und spanielartig beschrieben wurde. Der Boykin Spaniel geht auf die Nachkommen aus dieser Kreuzung zurück. Im Laufe der Zeit wurden aber auch immer wieder andere Rassen eingekreuzt, da der Boykin Spaniel zu dieser Zeit als reiner Gebrauchshund gezüchtet wurde.
In den 1960er Jahren wurde erstmals ein Zuchtbuch eröffnet. In den späten 1990er Jahren bewarb sich eine Gruppe von Züchtern um die AKC-Anerkennung, was zur Folge hatte, dass der Boykin Spaniel ab 2008 erstmals in der Miscellaneous Class ausgestellt werden konnte. 2009 erfolgte die definitive Anerkennung durch den AKC, der die Rasse der Sporting Group zuordnete.

## Beschreibung
Der Boykin Spaniel ist ein vielseitiger, kompakt gebauter Jagdhund vom Typ Spaniel. Er soll sich im Gelände agil und recht schnell bewegen können und dabei ausdauernd genug sein, um den ganzen Tag lang jagen zu können. Sein Körperbau ist ausgewogen, etwas länger als hoch, ideal zwischen 35 und 46 cm Schulterhöhe.
Das Fell des Boykin Spaniel ist mittellang, glatt bis leicht gewellt, und besteht aus kurzer, dichter Unterwolle und mittellangem Deckhaar, länger an Ohren, Brust, Bauch und Läufen. Die Farbe ist braun oder leberfarben in verschiedenen Schattierungen, wobei ein kleiner weißer Brustfleck toleriert wird.

## Verwendung
Vielseitiger Jagd- und Apportierhund besonders für die Wasserjagd, zunehmend auch Familienhund.

## Wesen
Der Boykin Spaniel ist im Allgemeinen freundlich und ein williger Arbeitshund für die Jagd, der relativ leicht zu erziehen ist. Er sucht die Gesellschaft des Menschen und verträgt sich normalerweise gut mit Kindern und anderen Hunden. Zeichen von Aggressivität sowie ausgeprägte Scheu sind Fehler und müssen bei der Bewertung bestraft werden.